# Ako je to čovjek
Ako je to čovjek (tal.: Se questo è un uomo)  knjiga je memoara koju je 1947. objavio talijanski pisac Primo Levi, koji je preživio holokaust. Knjiga je dio trilogije "Tri knjige" zajedno s knjigama La tregua 1963. i I sommersi e i salvati 1986. 
Primo Levi se 1943. pridružio partizanima. U ovu skupinu su se ubacili pripadnici fašističke milicije i svi članovi grupe su uhićeni u prosincu iste godine. Levi, koji je bio Židov, dospio je u zarobljenički logor Fossoli, nedaleko Carpia. U veljači 1944. deportiran je u Auschwitz. Levi je izabran da radi u dijelu logora Monowitz (Auschwitz III). U knjizi Ako je to čovjek? opisuje svoja iskustva i doživljaje iz sabirnog logora. 

## Vanjske poveznice
- Ako je to čovjek, P. Levi (tal.)